# Велоспорт на летних Олимпийских играх 1900

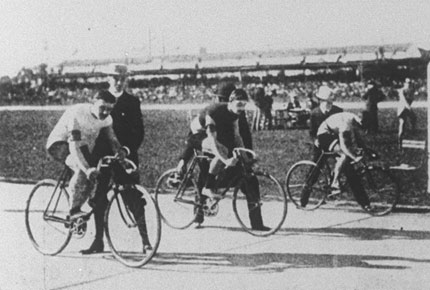
Финал спринта. Теландье, Сан и Лейк

Соревнование по велоспорту на летних Олимпийских играх 1900 года прошли с 11 по 13 и 15 сентября. В нём участвовало 72 спортсмена, представляющих 6 стран. Всего прошло несколько дисциплин, однако статус олимпийских получили только три — спринт, гонка на 25 километров и гонка по очкам. Все соревнования прошли на стадионе «Парк де Пренс».

## Медали

### Общий медальный зачёт
(Жирным выделено самое большое количество медалей в своей категории; принимающая страна также выделена)
| Общее количество медалей |          |        |         |        |       |
| Место                    | Страна   | Золото | Серебро | Бронза | Всего |
| 1                        | Франция  | 2      | 2       | 2      | 6     |
| 2                        | Италия   | 1      | 0       | 0      | 1     |
| 3                        | Германия | 0      | 1       | 0      | 1     |
| 4                        | США      | 0      | 0       | 1      | 1     |

### Медалисты
| Дисциплина                   | Золото                | Серебро                   | Бронза                |
| Спринт см. подробнее         | Жорж Теландье Франция | Фернан Сан Франция        | Джон Лейк США         |
| 25 километров см. подробнее  | Луи Бастьен Франция   | Ллойд Гильдебранд Франция | Огюст Домен Франция   |
| Гонка по очкам см. подробнее | Энрико Брузони Италия | Карл Дуилл Германия       | Луи Трусселье Франция |

## Страны

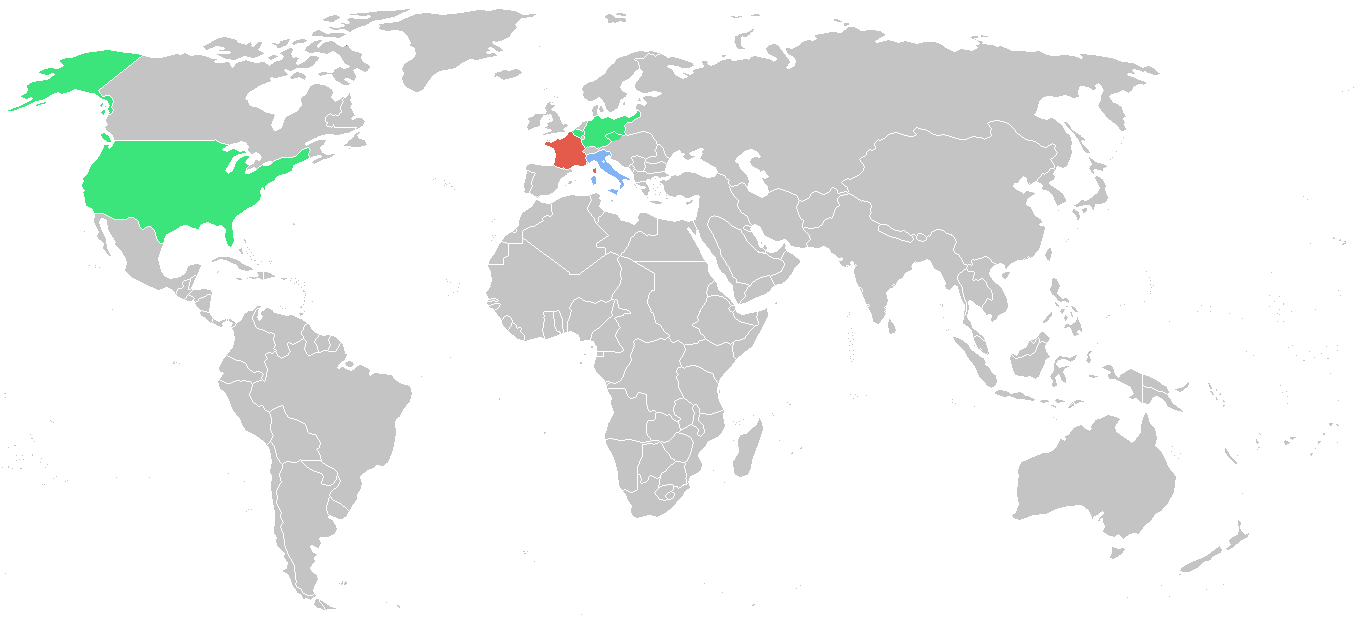
Участвующие страны в велоспорте:
— зелёный: менее 5 атлетов;
— голубой: 5-9 атлетов;
— красный: более 9 атлетов.

В соревнованиях приняло участие 72 велосипедиста из 6 стран:

В скобках указано количество спортсменов
- Бельгия (1)
- Богемия (1)
- Германия (3)
- Италия (7)
- США (1)
- Франция (59)

## Решение 2024 года
Поскольку велогонщик Ллойд Гильдебранд большую часть своей жизни прожил во Франции и был женат на француженке, хотя в 1900 году всё ещё был гражданином Великобритании, в 2024 году МОК перераспределил медали, присудив серебро Гильдебранда Франции, а не Великобритании.